# جبل بوخزارة
جبل بُوخْزَارَة جبل يقع بشمال غربي الجمهورية التونسية، شمال غربي مدينة جندوبة وشمال شرقي مدينة ساقية سيدي يوسف. يبلغ ارتفاعه 877 م.